# NGC 119
NGC 119 este o galaxie lenticulară situată în constelația Phoenix. A fost descoperită în 28 octombrie 1834 de către John Herschel.